# Sofitel Chicago Water Tower
Le Sofitel Chicago Water Tower est un gratte-ciel de 106 mètres de hauteur construit dans le secteur de Near North Side à Chicago aux États-Unis entre 2000 et 2002. L'immeuble est un hôtel de la chaine Sofitel.
L'immeuble a une forme triangulaire avec un de ses côtés (au sud) en forme de couteau qui penche et qui surplombe de 10 mètres la Chestnut Street.
Le bâtiment a été conçu dans un style déconstructiviste par l'architecte français Jean-Paul Viguier ('design architect') et par l'agence Teng and Associates, Inc. ('Associate Architect')
Sa construction à coûtée 72,7 millions dollars.